# Pocútia
Pocútia (en ucraïnès Покуття) és una regió històrico-etnogràfica al sud-oest d'Ucraïna, a l'est de l'óblast de Ivano-Frankivsk, travessada pels rius Prut i Cheremosh. Si bé la seva capital és la ciutat de Kolomýia, el nom prové d'una altra localitat, Kuti.

## Història
Inicialment el territori era part de la Rus de Kíev i d'un dels seus estats successors, Galitzia-Volínia. Posteriorment va ser ocupat pel Regne de Polònia el 1325 i annexada el 1349 per Casimir III de Polònia. El 1359, per l'aliança poloneso-moldava contra els tàrtars, el territori és cedit als hospodar de Moldàvia, però continua sent un territori vassall de Polònia. El 1498 és annexada a Moldàvia íntegrament per Esteve III de Moldàvia. Pocútia és recuperada pel hetman de Polònia, Jan Tarnowski, en la batalla d'Obertyn el 1531. Després de les Particions de Polònia el 1772, és annexada en la Monarquia dels Habsburg, integrada al regne de Galítsia i Lodomeria.